# Atletica leggera ai Giochi della XXIV Olimpiade - 100 metri ostacoli

Video della Finale

I 100 metri ostacoli hanno fatto parte del programma femminile di atletica leggera ai Giochi della XXIV Olimpiade. La competizione si è svolta nei giorni 29-30 settembre 1988 allo Stadio olimpico di Seul.

## Presenze ed assenze delle campionesse in carica
| Competizione        | Atleta            | Prestazione | Seul 1988    |
| ------------------- | ----------------- | ----------- | ------------ |
| Olimpiadi 1984      | Benita Fitzgerald | 12”84       | 4ª ai Trials |
| Commonwealth 1986   | Sally Gunnell     | 13”29       | Presente     |
| Goodwill Games 1986 | Jordanka Donkova  | 12”40       | Presente     |
| Europei 1986        | Jordanka Donkova  | 12”38       | Presente     |
| Panamericani 1987   | LaVonna Martin    | 12”81       | Presente     |
| Africani 1987       | Maria Usifo       | 13”29       | Presente     |
| Mondiali 1987       | Ginka Zagorcheva  | 12”34       | Presente     |

1. ↑  Sotto la bandiera della Gran Bretagna.

## La gara
La campionessa mondiale Ginka Zagorcheva esce al primo turno per una caduta.

Nelle due semifinali prevalgono la bulgara Jordanka Donkova (12"58) e la tedesca est Cornelia Oschkenat (12"63). Sono le favorite per il titolo.

In finale Cornelia Oschkenat commette una partenza falsa. Al secondo start la rivale Donkova scatta benissimo e s'invola verso il traguardo. La bulgara vince con un distacco di due metri, stabilendo anche il nuovo record olimpico. La tedesca est quando capisce che la vittoria non è sua smette di combattere e sull'ultimo ostacolo è pure frenata da uno stiramento.

## Risultati

### Turni eliminatori
| 5 Batterie         | 29 settembre | 37 partenti   | Si qualificano le prime 4 + i 4 migliori tempi. |
| 3 Quarti di finale | 29 settembre | 8 + 8 + 8     | Si qualificano le prime 4 + i 4 migliori tempi. |
| 2 Semifinali       | 30 settembre | 8 + 8         | Si qualificano le prime 4.                      |
| Finale             | 30 settembre | 8 concorrenti |                                                 |

## Batterie
Giovedì 29 settembre 1988.

Si qualificano per il secondo turno le prime 3 classificate di ogni batteria (Q). Vengono ripescati i 4 migliori tempi fra le escluse (q).

### 1ª Batteria
| Posizione | Corsia | Nome              | Nazionalità      | Tempo | Note                          |
| --------- | ------ | ----------------- | ---------------- | ----- | ----------------------------- |
| 1         | -      | Tatjana Grigoreva | Unione Sovietica | 12"96 | Q                             |
| 2         | -      | Kerstin Knabe     | Germania Est     | 13"13 | Q                             |
| 3         | -      | LaVonna Martin    | Stati Uniti      | 13"20 | Q                             |
| 4         | -      | Florence Colle    | Francia          | 13"32 | Q                             |
| 5         | -      | Jane Flemming     | Australia        | 13"53 | q                             |
| 6         | -      | Sandra Tavares    | Messico          | 13"81 | Miglior prestazione personale |
| 7         | -      | Sainiana Tukana   | Figi             | 15"50 | Miglior prestazione personale |

### 2ª Batteria
| Posizione | Corsia | Nome                | Nazionalità      | Tempo | Note  |
| --------- | ------ | ------------------- | ---------------- | ----- | ----- |
| 1         | -      | Gloria Siebert      | Germania Est     | 12"65 | Q     |
| 2         | -      | Ludmila Narožilenko | Unione Sovietica | 12"76 | Q     |
| 3         | -      | Claudia Zaczkiewicz | Germania Ovest   | 13"00 | Q     |
| 4         | -      | Jacqueline Humphrey | Stati Uniti      | 13"24 | Q     |
| 5         | -      | Maria Usifo         | Nigeria          | 13"50 | q     |
| 6         | -      | Dinah Yankey        | Ghana            | 13"64 | [ 3 ] |
| 7         | -      | Sylvia Dethier      | Belgio           | dq    |       |

### 3ª Batteria
| Posizione | Corsia | Nome                 | Nazionalità   | Tempo | Note                          |
| --------- | ------ | -------------------- | ------------- | ----- | ----------------------------- |
| 1         | -      | Marjan Olyslager     | Paesi Bassi   | 13"04 | Q                             |
| 2         | -      | Julie Rocheleau      | Canada        | 13"07 | , Q                           |
| 3         | -      | Lesley-Ann Skeete    | Gran Bretagna | 13"38 | Q                             |
| 4         | -      | Rita Heggli          | Svizzera      | 13"72 | , Q                           |
| 5         | -      | Wen-Ing Chen         | Taipei cinese | 14"01 | Miglior prestazione personale |
| 6         | -      | Agrippina De La Cruz | Filippine     | 14"36 | [ 5 ]                         |
| 7         | -      | Ginka Zagorčeva      | Bulgaria      | r     |                               |

### 4ª Batteria
| Posizione | Corsia | Nome                | Nazionalità   | Tempo | Note  |
| --------- | ------ | ------------------- | ------------- | ----- | ----- |
| 1         | -      | Cornelia Oschkenat  | Germania Est  | 12"72 | Q     |
| 2         | -      | Huajin Liu          | Cina          | 13"02 | , Q   |
| 3         | -      | Gail Devers-Roberts | Stati Uniti   | 13"18 | Q     |
| 4         | -      | Monique Ewanje-Epee | Francia       | 13"18 | Q     |
| 5         | -      | Wendy Jeal          | Gran Bretagna | 13"32 | q     |
| 6         | -      | Gretha Tromp        | Paesi Bassi   | 13"48 | q     |
| 7         | -      | Shin-hye Bang       | Corea del Sud | 13"84 | [ 6 ] |
| 8         | -      | Suet Yee Cherung    | Hong Kong     | 14"26 | [ 7 ] |

### 5ª Batteria
| Posizione | Corsia | Nome             | Nazionalità               | Tempo | Note                          |
| --------- | ------ | ---------------- | ------------------------- | ----- | ----------------------------- |
| 1         | -      | Jordanka Donkova | Bulgaria                  | 12"89 | Q                             |
| 2         | -      | Sally Gunnell    | Gran Bretagna             | 13"26 | Q                             |
| 3         | -      | Juan Du          | Cina                      | 13"51 | Q                             |
| 4         | -      | Anne Piquereau   | Francia                   | 13"56 | Q                             |
| 5         | -      | Nancy Vallecilla | Ecuador                   | 13"97 |                               |
| 6         | -      | Manuela Marxer   | Liechtenstein             | 14"38 | Miglior prestazione personale |
| 7         | -      | Tilaka Jinadasa  | Sri Lanka                 | dq    |                               |
| -         | -      | Michele Johnson  | Saint Vincent e Grenadine | dns   |                               |

## Quarti di finale
Giovedì 29 settembre 1988.

Si qualificano alle semifinali le prime 4 classificate di ogni serie (Q). Vengono ripescati i 4 migliori tempi fra le escluse (q).

### 1° Quarto
| Posizione | Corsia | Nome                | Nazionalità      | Tempo | Note |
| --------- | ------ | ------------------- | ---------------- | ----- | ---- |
| 1         | -      | Jordanka Donkova    | Bulgaria         | 12"47 | , Q  |
| 2         | -      | Ludmila Narožilenko | Unione Sovietica | 12"62 | =, Q |
| 3         | -      | Kerstin Knabe       | Germania Est     | 12"81 | Q    |
| 4         | -      | Julie Rocheleau     | Canada           | 12"90 | , Q  |
| 5         | -      | Florence Colle      | Francia          | 13"00 | q    |
| 6         | -      | Jacqueline Humphrey | Stati Uniti      | 13"25 | q    |
| 7         | -      | Lesley-Ann Skeete   | Gran Bretagna    | 13"27 | q    |
| -         | -      | Jane Flemming       | Australia        | dns   |      |

### 2° Quarto
| Posizione | Corsia | Nome                | Nazionalità      | Tempo | Note |
| --------- | ------ | ------------------- | ---------------- | ----- | ---- |
| 1         | -      | Cornelia Oschkenat  | Germania Est     | 12"69 | Q    |
| 2         | -      | Tatjana Grigoreva   | Unione Sovietica | 12"89 | , Q  |
| 3         | -      | Marjan Olyslager    | Paesi Bassi      | 13"02 | Q    |
| 4         | -      | Monique Ewanje-Epee | Francia          | 13"10 | =, Q |
| 5         | -      | LaVonna Martin      | Stati Uniti      | 13"20 | q    |
| 6         | -      | Wendy Jeal          | Gran Bretagna    | 13"32 |      |
| 7         | -      | Juan Du             | Cina             | 13"58 |      |
| 8         | -      | Rita Heggli         | Svizzera         | 13"95 |      |

### 3° Quarto
| Posizione | Corsia | Nome                | Nazionalità    | Tempo | Note                          |
| --------- | ------ | ------------------- | -------------- | ----- | ----------------------------- |
| 1         | -      | Gloria Siebert      | Germania Est   | 12"74 | Q                             |
| 2         | -      | Claudia Zackiewicz  | Germania Ovest | 12"87 | , Q                           |
| 3         | -      | Sally Gunnell       | Gran Bretagna  | 13"04 | Q                             |
| 4         | -      | Gail Devers-Roberts | Stati Uniti    | 13"22 | Q                             |
| 5         | -      | Gretha Tromp        | Paesi Bassi    | 13"42 | Miglior prestazione personale |
| 6         | -      | Huajin Liu          | Cina           | 14"37 |                               |
| 7         | -      | Anne Piquereau      | Francia        | r     |                               |
| 8         | -      | Maria Usífo         | Nigeria        | r     |                               |

## Semifinali
Venerdì 30 settembre 1988.

Accedono alla finale le prime 4 di ciascuna semifinale (Q). Non ci sono ripescaggi.

### 1ª Semifinale
| Posizione | Corsia | Nome                | Nazionalità   | Tempo | Note |
| --------- | ------ | ------------------- | ------------- | ----- | ---- |
| 1         | -      | Jordanka Donkova    | Bulgaria      | 12"58 | Q    |
| 2         | -      | Gloria Siebert      | Germania Est  | 12"60 | Q    |
| 3         | -      | Julie Rocheleau     | Stati Uniti   | 12"91 | Q    |
| 4         | -      | Florence Colle      | Francia       | 12"92 | Q    |
| 5         | -      | Kerstin Knabe       | Germania Est  | 12"93 |      |
| 6         | -      | Lesley-Ann Skeete   | Gran Bretagna | 13"23 |      |
| 7         | -      | LaVonna Martin      | Stati Uniti   | 13"29 |      |
| 8         | -      | Gail Devers-Roberts | Stati Uniti   | 13"51 |      |

### 2ª Semifinale
| Posizione | Corsia | Nome                | Nazionalità      | Tempo | Note |
| --------- | ------ | ------------------- | ---------------- | ----- | ---- |
| 1         | -      | Cornelia Oschkenat  | Germania Est     | 12"63 | Q    |
| 2         | -      | Claudia Zackiewicz  | Germania Est     | 12"75 | , Q  |
| 3         | -      | Tatjana Grigoreva   | Unione Sovietica | 12"81 | Q    |
| 4         | -      | Monique Ewanje-Epee | Francia          | 12"95 | , Q  |
| 5         | -      | Marjan Olyslager    | Paesi Bassi      | 13"08 |      |
| 6         | -      | Sally Gunnell       | Gran Bretagna    | 13"13 |      |
| 7         | -      | Jacqueline Humphrey | Stati Uniti      | 13"59 |      |
| -         | -      | Ludmila Narožilenko | Unione Sovietica | r     |      |

## Finale
| Record mondiale      | Jordanka Donkova | 12"21 | Stara Zagora | 20 agosto 1988    |
| Record olimpico      | Jordanka Donkova | 12"47 | Seul         | 29 settembre 1988 |
| Capolista stagionale | Jordanka Donkova | 12"21 | Stara Zagora | 20 agosto 1988    |

Venerdì 30 settembre 1988, Stadio olimpico di Seul.
| Pos. | Corsia | Atleta              | Età | Nazione          | Tempo | Note            |
| ---- | ------ | ------------------- | --- | ---------------- | ----- | --------------- |
|      | 5      | Jordanka Donkova    | 27  | Bulgaria         | 12"38 | Record olimpico |
|      | 4      | Gloria Siebert      | 25  | Germania Est     | 12"61 |                 |
|      | 3      | Claudia Zackiewicz  | 26  | Germania Ovest   | 12"75 | =               |
| 4    | 8      | Tatjana Grigoreva   | 24  | Unione Sovietica | 12"79 |                 |
| 5    | 1      | Florence Colle      | 22  | Francia          | 12"98 |                 |
| 6    | 2      | Julie Rocheleau     | 24  | Canada           | 12"99 |                 |
| 7    | 7      | Monique Ewanje-Epee | 21  | Francia          | 13"14 |                 |
| 8    | 6      | Cornelia Oschkenat  | 26  | Germania Est     | 13"73 |                 |